# خوان دارتيس
خوان دارتيس (بالإسبانية: Juan Darthés)‏ هو مغني وممثل أرجنتيني وبرازيلي، ولد في 28 أكتوبر 1963 بساو باولو في البرازيل.

## وصلات خارجية
- خوان دارتيس على موقع IMDb (الإنجليزية)
- خوان دارتيس على موقع ألو سيني (الفرنسية)
- خوان دارتيس على موقع ديسكوغز (الإنجليزية)
- خوان دارتيس على موقع قاعدة بيانات الفيلم (الإنجليزية)
- خوان دارتيس على موقع كينوبويسك (الروسية)